# Splatter Rock
Splatter Rock es un álbum de estudio de la banda de Seattle de crossover thrash The Accüsed. Fue grabado y mezclado en seis días en Music Source, en Seattle, Washington.

## Lista de temas
1. Two Hours Till Sunrise 4:15
2. Stick in a Hole 3:09
3. No Choice 2:55
4. Lettin' Go 3:56
5. Blind Hate/Blind Rage 2:35
6. Greenwood House of Medicine/Don't You Have a Woman 2:13
7. She's Back 3:18
8. Tearin' Me Apart 4:21
9. Green Eyed Lady 2:53
10. Brutality and Corruption 2:23
11. Living, Dying, Living, in a Zombie World 5:56

## Créditos
- Blaine Cook - Voz
- Tom Niemeyer - Guitarra
- Alex "Maggot Brain" Sibbald - Bajo
- Devin Karakash - Batería